# 2013 UJ15
2013 UJ15 est un transneptunien de magnitude absolue 7,02 et son diamètre est estimé à 160 km.